# Comitato paralimpico nazionale dello Zambia
Il comitato paralimpico nazionale dello Zambia è un comitato paralimpico nazionale per lo sport per disabili dello Zambia.